# Lista över fornlämningar i Eskilstuna kommun (Stenkvista)
Lista över fornlämningar i Eskilstuna kommun (Stenkvista) är en förteckning av ett urval av de fornlämningar som finns i Stenkvista i Eskilstuna kommun.
| Namn                           | Lämningstyp         | Tillkomsttid | Historisk indelning      | Plats            | Läge                 | ID-nr          | Bild                                      |
| ------------------------------ | ------------------- | ------------ | ------------------------ | ---------------- | -------------------- | -------------- | ----------------------------------------- |
| Sö 111 (Stenkvista 1:1)        | Runristning         |              | Stenkvista, Södermanland | Stenkvista kyrka | 59.314388, 16.532705 | 10036700010001 | Ladda upp en till bild av detta fornminne |
| Ragnhildsborg (Stenkvista 2:1) | Gravfält            |              | Stenkvista, Södermanland |                  | 59.309341, 16.533422 | 10036700020001 | Ladda upp en bild av detta fornminne      |
| Sö 112 (Stenkvista 3:1)        | Runristning         |              | Stenkvista, Södermanland | Kolunda          | 59.307646, 16.532878 | 10036700030001 | Ladda upp en bild av detta fornminne      |
| Sö 113 (Stenkvista 3:2)        | Runristning         |              | Stenkvista, Södermanland | Kolunda          | 59.307547, 16.532911 | 10036700030002 | Ladda upp en till bild av detta fornminne |
| Sö NOR1998;22 (Stenkvista 3:3) | Runristning         |              | Stenkvista, Södermanland | Kolunda          | 59.307463, 16.532978 | 10036700030003 | Ladda upp en bild av detta fornminne      |
| Stenkvista 4:1                 | Stensättning        |              | Stenkvista, Södermanland |                  | 59.321072, 16.541454 | 10036700040001 | Ladda upp en bild av detta fornminne      |
| Stenkvista 5:1                 | Gravfält            |              | Stenkvista, Södermanland |                  | 59.294280, 16.549884 | 10036700050001 | Ladda upp en bild av detta fornminne      |
| Stenkvista 7:1                 | Stensättning        |              | Stenkvista, Södermanland |                  | 59.321219, 16.542423 | 10036700070001 | Ladda upp en bild av detta fornminne      |
| Lop (Stenkvista 8:1)           | Stensättning        |              | Stenkvista, Södermanland |                  | 59.287970, 16.539415 | 10036700080001 | Ladda upp en bild av detta fornminne      |
| Stenkvista 9:1                 | Stensättning        |              | Stenkvista, Södermanland |                  | 59.280138, 16.535888 | 10036700090001 | Ladda upp en bild av detta fornminne      |
| Stenkvista 9:2                 | Stensättning        |              | Stenkvista, Södermanland |                  | 59.280073, 16.535730 | 10036700090002 | Ladda upp en bild av detta fornminne      |
| Stenkvista 11:1                | Hög                 |              | Stenkvista, Södermanland |                  | 59.318491, 16.565739 | 10036700110001 | Ladda upp en bild av detta fornminne      |
| Stenkvista 11:2                | Hög                 |              | Stenkvista, Södermanland |                  | 59.318429, 16.565527 | 10036700110002 | Ladda upp en bild av detta fornminne      |
| Stenkvista 11:3                | Stensättning        |              | Stenkvista, Södermanland |                  | 59.318459, 16.565141 | 10036700110003 | Ladda upp en bild av detta fornminne      |
| Stenkvista 12:1                | Gravfält            |              | Stenkvista, Södermanland |                  | 59.316502, 16.591563 | 10036700120001 | Ladda upp en bild av detta fornminne      |
| Bosberget (Stenkvista 13:1)    | Fornborg            |              | Stenkvista, Södermanland |                  | 59.322491, 16.557845 | 10036700130001 | Ladda upp en bild av detta fornminne      |
| Stenkvista 14:1                | Stensättning        |              | Stenkvista, Södermanland |                  | 59.319765, 16.545570 | 10036700140001 | Ladda upp en bild av detta fornminne      |
| Stenkvista 14:2                | Stensättning        |              | Stenkvista, Södermanland |                  | 59.319754, 16.545921 | 10036700140002 | Ladda upp en bild av detta fornminne      |
| Stenkvista 16:1                | Gravfält            |              | Stenkvista, Södermanland |                  | 59.288344, 16.525185 | 10036700160001 | Ladda upp en bild av detta fornminne      |
| Stenkvista 19:1                | Stensättning        |              | Stenkvista, Södermanland |                  | 59.311655, 16.620203 | 10036700190001 | Ladda upp en bild av detta fornminne      |
| Stenkvista 19:2                | Stensättning        |              | Stenkvista, Södermanland |                  | 59.311565, 16.620455 | 10036700190002 | Ladda upp en bild av detta fornminne      |
| Stenkvista 20:1                | Stensättning        |              | Stenkvista, Södermanland |                  | 59.336776, 16.629512 | 10036700200001 | Ladda upp en bild av detta fornminne      |
| Stenkvista 20:2                | Stensättning        |              | Stenkvista, Södermanland |                  | 59.336652, 16.629413 | 10036700200002 | Ladda upp en bild av detta fornminne      |
| Stenkvista 21:1                | Stensättning        |              | Stenkvista, Södermanland |                  | 59.312468, 16.586868 | 10036700210001 | Ladda upp en bild av detta fornminne      |
| Stenkvista 21:2                | Stensättning        |              | Stenkvista, Södermanland |                  | 59.312389, 16.586691 | 10036700210002 | Ladda upp en bild av detta fornminne      |
| Stenkvista 21:3                | Stensättning        |              | Stenkvista, Södermanland |                  | 59.312509, 16.586044 | 10036700210003 | Ladda upp en bild av detta fornminne      |
| Stenkvista 21:4                | Stensättning        |              | Stenkvista, Södermanland |                  | 59.312345, 16.586532 | 10036700210004 | Ladda upp en bild av detta fornminne      |
| Stenkvista 22:1                | Gravfält            |              | Stenkvista, Södermanland |                  | 59.312378, 16.584685 | 10036700220001 | Ladda upp en bild av detta fornminne      |
| Stenkvista 23:1                | Stensättning        |              | Stenkvista, Södermanland |                  | 59.312291, 16.583510 | 10036700230001 | Ladda upp en bild av detta fornminne      |
| Stenkvista 25:1                | Stensättning        |              | Stenkvista, Södermanland |                  | 59.328461, 16.598130 | 10036700250001 | Ladda upp en bild av detta fornminne      |
| Stenkvista 28:1                | Gravfält            |              | Stenkvista, Södermanland |                  | 59.313219, 16.659531 | 10036700280001 | Ladda upp en bild av detta fornminne      |
| Stenkvista 38:1                | Stensättning        |              | Stenkvista, Södermanland |                  | 59.318660, 16.531304 | 10036700380001 | Ladda upp en bild av detta fornminne      |
| Stenkvista 49:1                | Stensättning        |              | Stenkvista, Södermanland |                  | 59.308935, 16.533555 | 10036700490001 | Ladda upp en bild av detta fornminne      |
| Stenkvista 57:1                | Gravfält            |              | Stenkvista, Södermanland |                  | 59.333106, 16.633806 | 10036700570001 | Ladda upp en bild av detta fornminne      |
| Stenkvista 69:1                | Gravfält            |              | Stenkvista, Södermanland |                  | 59.297672, 16.554568 | 10036700690001 | Ladda upp en bild av detta fornminne      |
| Stenkvista 73:1                | Gravfält            |              | Stenkvista, Södermanland |                  | 59.290027, 16.528009 | 10036700730001 | Ladda upp en bild av detta fornminne      |
| Stenkvista 77:1                | Stensättning        |              | Stenkvista, Södermanland |                  | 59.313891, 16.611849 | 10036700770001 | Ladda upp en bild av detta fornminne      |
| Stenkvista 77:2                | Stensättning        |              | Stenkvista, Södermanland |                  | 59.313816, 16.611695 | 10036700770002 | Ladda upp en bild av detta fornminne      |
| Stenkvista 77:3                | Stensättning        |              | Stenkvista, Södermanland |                  | 59.313750, 16.611574 | 10036700770003 | Ladda upp en bild av detta fornminne      |
| Stenkvista 85:1                | Stensättning        |              | Stenkvista, Södermanland |                  | 59.323919, 16.651674 | 10036700850001 | Ladda upp en bild av detta fornminne      |
| Stenkvista 85:2                | Stensättning        |              | Stenkvista, Södermanland |                  | 59.323891, 16.651475 | 10036700850002 | Ladda upp en bild av detta fornminne      |
| Stenkvista 85:3                | Stensättning        |              | Stenkvista, Södermanland |                  | 59.323799, 16.651586 | 10036700850003 | Ladda upp en bild av detta fornminne      |
| Stenkvista 86:1                | Gravfält            |              | Stenkvista, Södermanland |                  | 59.324110, 16.653955 | 10036700860001 | Ladda upp en bild av detta fornminne      |
| Stenkvista 87:1                | Stensättning        |              | Stenkvista, Södermanland |                  | 59.324480, 16.653400 | 10036700870001 | Ladda upp en bild av detta fornminne      |
| Stenkvista 88:1                | Stensättning        |              | Stenkvista, Södermanland |                  | 59.324569, 16.654400 | 10036700880001 | Ladda upp en bild av detta fornminne      |
| Stenkvista 89:1                | Stensättning        |              | Stenkvista, Södermanland |                  | 59.320275, 16.659814 | 10036700890001 | Ladda upp en bild av detta fornminne      |
| Stenkvista 89:2                | Stensättning        |              | Stenkvista, Södermanland |                  | 59.320150, 16.659826 | 10036700890002 | Ladda upp en bild av detta fornminne      |
| Stenkvista 90:1                | Gravfält            |              | Stenkvista, Södermanland |                  | 59.319632, 16.653645 | 10036700900001 | Ladda upp en bild av detta fornminne      |
| Stenkvista 91:1                | Stensättning        |              | Stenkvista, Södermanland |                  | 59.319814, 16.656286 | 10036700910001 | Ladda upp en bild av detta fornminne      |
| Sö Fv1990;31 (Stenkvista 93:1) | Runristning         |              | Stenkvista, Södermanland | Kolunda          | 59.306897, 16.538518 | 10036700930001 | Ladda upp en bild av detta fornminne      |
| Stenkvista 96:1                | Stensättning        |              | Stenkvista, Södermanland |                  | 59.319473, 16.534020 | 10036700960001 | Ladda upp en bild av detta fornminne      |
| Stenkvista 97:1                | Stensättning        |              | Stenkvista, Södermanland |                  | 59.322060, 16.533575 | 10036700970001 | Ladda upp en bild av detta fornminne      |
| Sö 115 (Stenkvista 108)        | Runristning         |              | Stenkvista, Södermanland | Kolunda          | 59.311904, 16.531244 | 12000000065643 | Ladda upp en bild av detta fornminne      |
| Kopptorp (Stenkvista 164)      | Lägenhetsbebyggelse |              | Stenkvista, Södermanland |                  | 59.330938, 16.570594 | 12000000109286 | Ladda upp en bild av detta fornminne      |